# Elsetalbrücke
Die Elsetalbrücke bei Kirchlengern ist eine Talbrücke der Bundesstraße 239, hier B239n, die über eine andere Straße (Wallücker Bahndamm), die Bahnstrecke Löhne–Rheine und den Fluss Else führt und dabei 526 m überspannt.
Die Spannbetonbrücke wurde Ende der 1990er Jahre als Teil der östlichen Ortsumgehung von Kirchlengern auf der Strecke Herford – Lübbecke gebaut. Am südlichen Ende der Brücke befindet sich die Anschlussstelle 29 der Bundesautobahn 30.

## Baudokumentation
Die Sendung mit der Maus begleitete die Bauarbeiten der Elsetalbrücke vom ersten Spatenstich bis zur Fertigstellung des Rohbaus der Straße. Außergewöhnlich waren die Zeitrafferaufnahmen des Brückenbaus, die computergesteuert über einen Zeitraum von über einem Jahr angefertigt wurden. Die 526 m lange Balkenbrücke wurde im Taktschiebeverfahren gebaut. Die Baukosten ohne den Grunderwerb lagen damals bei 13,1 Millionen DM (entspr. heute ungefähr 10,7 Millionen Euro).
Die Brücke ist innen hohl und (für Wartungsarbeiten) begehbar.

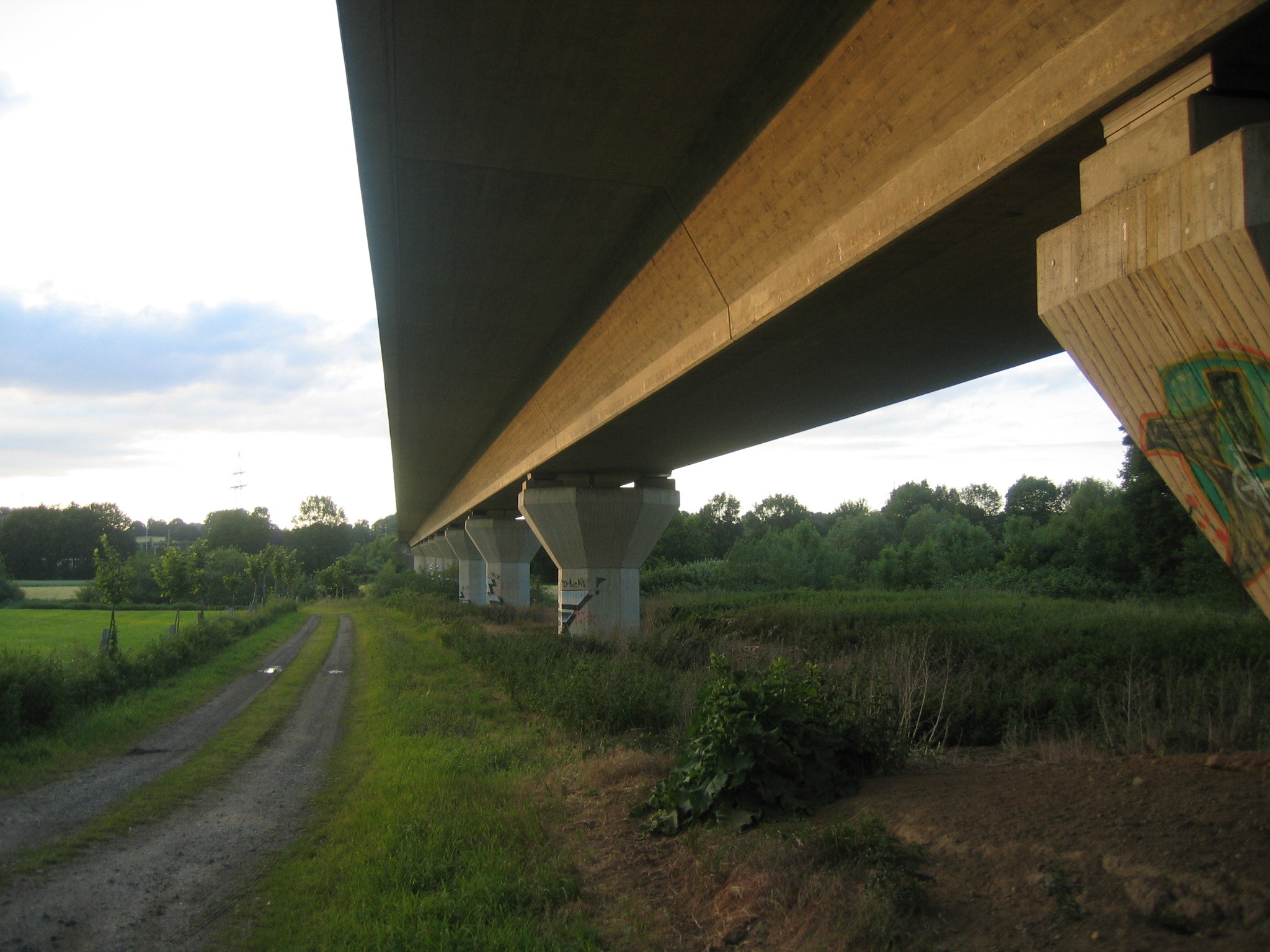